# Nati nel 1134
| Questa pagina contiene informazioni ricavate automaticamente dalle voci biografiche con l'ausilio del template Bio e di un bot. L'aggiornamento è periodico e automatico e ricostruisce completamente la pagina. Se manca una persona in questa lista, sei pregato di non aggiungerla, ma accertati piuttosto che la sua voce biografica contenga il template Bio e che i dati anagrafici siano correttamente compilati. Se il template Bio manca, inseriscilo tu stesso o, in alternativa, metti l'avviso {{tmp\|Bio}} che ne segnala la mancanza. Se i dati riportati sono sbagliati, correggi direttamente la voce biografica; le modifiche saranno visibili in questa lista entro pochi giorni. Per chiarimenti vedi il progetto biografie. La lista contiene solo le 7 persone che sono citate nell'enciclopedia e per le quali è stato implementato correttamente il template Bio. Pagina aggiornata al 13 gen 2025. |

- 3 giugno - Goffredo VI d'Angiò, conte († 1158)
- Gerardo dei Tintori, santo italiano († 1207)
- Meinardo di Riga, monaco cristiano e vescovo cattolico lettone († 1196)
- Neofito di Cipro, prete cipriota († 1214)
- Raimondo V di Tolosa, conte († 1194)
- Sancho III di Castiglia, re spagnolo († 1158)
- Yesugei, generale e condottiero mongolo († 1171)